# Sint-Sebastiaankapel (Eibertingen)

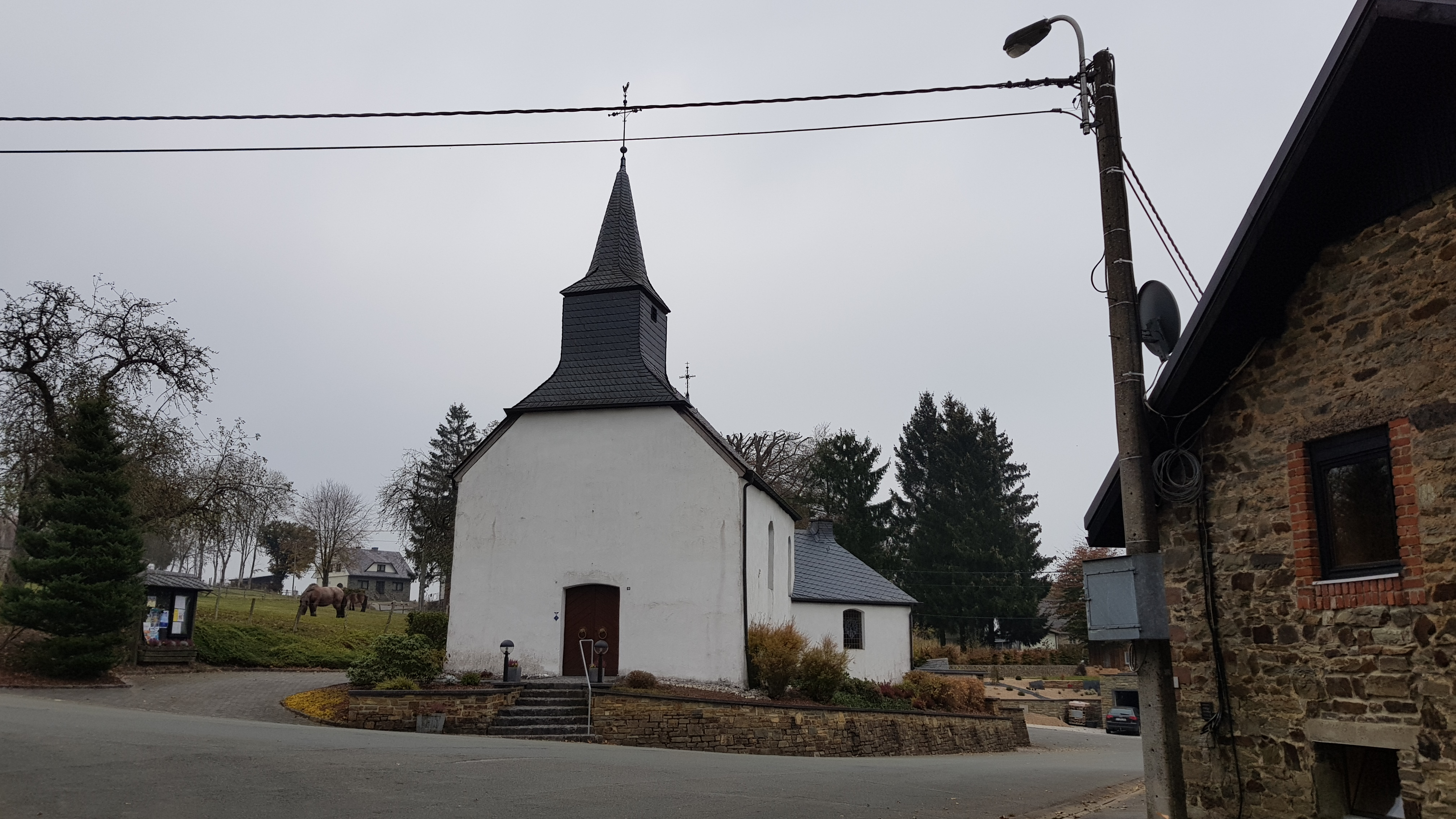
Sint-Sebastiaankapel

De Sint-Sebastiaankapel (Duits: Kapelle Sankt Sebastian) is een kapel in de tot de gemeente Amel behorende plaats Eibertingen in de Belgische provincie Luik. De kapel is gelegen aan de Sankt Sebastianweg.
Het betreft een 18e-eeuwse dorpskapel waarvan het hoofdaltaar, versierd met houtsnijwerk, eveneens uit de 18e eeuw dateert.
Boven het ingangsportaal bevindt zich een vierkant torentje dat geheel met leien is bedekt.
De kapel werd in 1994 geklasseerd als monument.